# Chiesa dell'Immacolata e Sant'Anna al Vasto
La chiesa dell'Immacolata e Sant'Anna al Vasto è una chiesa di Napoli ubicata in via Nazionale 33.

## Storia e descrizione
Essa rappresenta una delle chiese-simbolo dell'allora nuovo rione Vasto nel quartiere Vicarìa; quindi la sua costruzione è databile intorno alla fine del XIX secolo: infatti, un marmo apposto sopra il portale d'ingresso ne attesta la costruzione all'anno 1881.
L'edificio, preceduto da una breve cancellata, presenta una semplice facciata nella quale è incastonato il portale eclettico, contornato da colonne di ordine corinzio che sorreggono la trabeazione e il timpano arcuato composto da due volute. La chiesa, essendo inglobata nel fronte continuo di un vasto palazzo, è priva di un vero e proprio campanile, che è sostituito da un sistema di piccole campane poste di fianco all'ingresso.
L'interno è a pianta centrale con cappelle sul lato sinistro.
L'immagine tardo ottocentesca di Sant'Anna è in legno e teloplastico, custodita in una teca neo-gotica, la Vecchia Anna è in posa dimostrativa verso Maria Bambina che veste da Vergine Immacolata. Sul soffitto sono collocate tele dipinte da Raffaele Iodice nel 1925 mentre apposte alle pareti vi sono alcune opere d'arte minori provenienti da chiese demolite durante il Risanamento di Napoli.
La dedicazione a Sant'Anna si deve alla storica devozione che la parte orientale ed extra-muraria di Napoli ha per la Madre della Vergine, culto nato e diffuso principalmente presso il Tempio di Santa Maria delle Grazie alle Paludi, oggi chiesa di Sant'Anna alle Paludi, poco distante dalla chiesa del Vasto.